# Tamasia acuta
Tamasia acuta är en nattsländeart som beskrevs av Arturs Neboiss 1984. Tamasia acuta ingår i släktet Tamasia och familjen Calocidae. Inga underarter finns listade i Catalogue of Life.